# من غول می‌کشم (فیلم)
من غول می‌کشم (انگلیسی: I Kill Giants) فیلمی در ژانر خیال‌پردازی و مهیج به کارگردانی آندرس والتر است که در سال ۲۰۱۷ منتشر شد. از بازیگران آن می‌توان به مدیسون ولف، ایموجن پوتس، سیدنی وید و زویی سالدانا اشاره کرد.

## داستان
یک روز، باربارا با سوفیا ملاقات می‌کند، که فقط از لیدز، انگلیس به منطقه نقل مکان کرد. سوفیا ابراز علاقه می‌کند تا باربارا را بشناسد، اما باربارا در ابتدا دور می‌ماند.
درگیری باربارا و گروهی از قلدرها به رهبری تیلور با تماس گرفتن توسط باربارا توسط روان‌شناس مدرسه، خانم موله قطع می‌شود. باربارا به‌طور ناگهانی جلسه بعدی را ترک کرد و اعلام کرد که صحبت‌های آنها او را از آمادگی برای نبرد با یک غول منصرف می‌کند. بعداً، باربارا افسانه‌های غول‌های بزرگ را برای سوفیا توضیح داد. او نشان می‌دهد سوفیا طعمه و تله او را به فریب و دام غول ایجاد شده، و او می‌گوید در مورد جادویی موزیک، کوکلس که او در کیف دستی خود را نگه می‌دارد. او همچنین به سوفیا در مورد هاربینگرز، موجوداتی شبح مانند که وقتی غول نزدیک وجود دارد، به او هشدار می‌دهند، می‌گوید.
باربارا پس از بازداشت توسط مدیر به جرم توهین به معلم، سوفیا را با خود به دنبال شکار یک غول می‌برد. سوفیا شروع به تردید در ادعاهای باربارا در مورد غول‌ها می‌کند.